# Otting
Otting – miejscowość i gmina w Niemczech, w kraju związkowym Bawaria, w rejencji Szwabia, w regionie Augsburg, w powiecie Donau-Ries, wchodzi w skład wspólnoty administracyjnej Wemding. Leży na Wyżynie Frankońskiej, na terenie Parku Natury Dolina Altmühl, około 18 km na północ od Donauwörth, przy linii kolejowej Monachium – Norymberga.

## Zabytki
- zamek Otting
- kaplica zamkowa

## Demografia
| Rok  | Liczba mieszk. |
| ---- | -------------- |
| 1970 | 709            |
| 1987 | 678            |
| 2000 | 759            |

## Polityka
Wójtem gminy jest Johann Bernreuther, rada gminy składa się z 8 osób.
|      | CSU | FWG/Arbeiter Otting | Razem |
| 2008 | 3   | 5                   | 8     |
| 2002 | 4   | 4                   | 8     |

## Oświata
W gminie znajduje się przedszkole (25 miejsc).